# Šmidol, Pšata
Šmidol je potok, ki izvira severno od naselja Zalog pri Cerkljah in se priključi reki Pšata, ta pa se izliva v Kamniško Bistrico.